# NGC 346
NGC 346 là một cụm sao mở với tinh vân liên quan nằm trong Đám mây Magellan nhỏ xuất hiện trong chòm sao Đỗ Quyên. Nó chứa HD 5980, ngôi sao sáng nhất trong SMC. 

NGC 346, khu vực hình thành sao sáng nhất trong thiên hà Đám mây Magellan nhỏ lân cận, cách Trái đất khoảng 210 000 năm ánh sáng. Ánh sáng, gió và nhiệt tỏa ra từ những ngôi sao lớn đã phân tán khí phát sáng bên trong và xung quanh cụm sao này, tạo thành một cấu trúc tinh vân xung quanh trông giống như một mạng nhện. Credit: ESO